# Форт-Нельсон (река)
Форт-Нельсон (англ. Fort Nelson River) — река, протекающая в северо-восточной части провинции Британская Колумбия, Канада. Берёт своё начало от слияния рек Сиканни-Чиф и Фонтас; иногда истоком реки Форт-Нельсон считают исток Сиканни-Чиф, расположенный на восточном склоне Скалистых гор. Основными притоками являются реки Мусква и Сахтанех. Протекая преимущественно в северном и северо-западном направлениях, впадает в Лиард — приток реки Маккензи.
Длина реки — 250 км (160 миль); включая Сиканни-Чиф — 517 км (321 миль).
Рельеф на всём протяжении реки преимущественно равнинный, покрытый таёжным лесом и болотами.
В долине реки развито лесное хозяйство и нефте- и газодобыча.

## История
Местные индейские народы — Дене и Секани — использовали реку в качестве источника пищи и для торговли.
Река названа по городку Форт-Нельсон, основанному в 1805 году Северо-Западной компанией недалеко от впадения в неё реки Мусква. В связи со строительством в 40-х годах XX века шоссе Аляска—Канада Форт-Нельсон был перенесён западнее, и вдоль реки не осталось сколь-нибудь значимых населённых пунктов.